# براد غوش
براد غوش (بالإنجليزية: Brad Gooch)‏ هو كاتب سير أمريكي، ولد في 31 يناير 1952 في ويلكس بار في الولايات المتحدة.